# 下久堅村
下久堅村（しもひさかたむら）は、長野県下伊那郡にあった村。現在の飯田市下久堅地域自治区（飯田市大字虎岩および下久堅各町）にあたる。

## 地理
- 河川：天竜川

## 歴史
- 1889年（明治22年）4月1日 - 町村制の施行により、下久堅村・虎岩村の区域をもって発足。
- 1956年（昭和31年）9月30日 - 飯田市・座光寺村・松尾村・竜丘村・三穂村・伊賀良村・山本村と合併し、改めて飯田市が発足。同日下久堅村廃止。